# Scarabaeus piliventris
Scarabaeus piliventris is een keversoort uit de familie bladsprietkevers (Scarabaeidae). De wetenschappelijke naam van de soort werd voor het eerst geldig gepubliceerd in 1962 door Zur Strassen.